# Volta Ciclista a Catalunya 2005
Il Volta Ciclista a Catalunya 2005, ottantacinquesima edizione della corsa e valevole come dodicesima prova del circuito UCI ProTour, si svolse in sette tappe dal 16 al 26 maggio 2005, per un percorso totale di 927,4 km con partenza da Salou e arrivo a Barcellona. Fu vinto dall'ucraino Jaroslav Popovyč della Discovery Channel, che terminò la competizione in 22h36'56".

## Tappe
| Tappa  | Data      | Percorso                                                | km    | Vincitore di tappa | Leader cl. generale      |
| ------ | --------- | ------------------------------------------------------- | ----- | ------------------ | ------------------------ |
| 1ª     | 16 maggio | Salou > Salou (cronosquadre)                            | 19,2  | Phonak             | Miguel Martín Perdiguero |
| 2ª     | 17 maggio | Cambrils > Cambrils                                     | 186,8 | Enrico Gasparotto  | Miguel Martín Perdiguero |
| 3ª     | 18 maggio | Salou > La Granada                                      | 157,8 | Pedro Horrillo     | Miguel Martín Perdiguero |
| 4ª     | 19 maggio | Perafort > Estació d'esquí de Pal-Arinsal (AND)         | 237,7 | Leonardo Piepoli   | Jaroslav Popovyč         |
| 5ª     | 20 maggio | Sornas (AND) > Ordino-Arcalís (AND) (cron. individuale) | 17,1  | Íñigo Cuesta       | Jaroslav Popovyč         |
| 6ª     | 21 maggio | Llívia > Pallejà                                        | 198,7 | Anthony Charteau   | Jaroslav Popovyč         |
| 7ª     | 22 maggio | Pallejà > Barcellona                                    | 113,1 | Thor Hushovd       | Jaroslav Popovyč         |
| Totale | Totale    | Totale                                                  | 927,4 |                    |                          |

## Squadre e corridori partecipanti
Presero parte alla prova le venti squadre con licenza UCI ProTeam. Ammesse tramite l'assegnazione di wild-card furono Kaiku, Comunidad Valenciana-Elche e Relax-Fuenlabrada.
| N.      | Cod. | Squadra                          |
| ------- | ---- | -------------------------------- |
| 1-8     | PHO  | Phonak Hearing Systems           |
| 11-18   | DVL  | Davitamon-Lotto                  |
| 21-27   | QST  | Quick Step-Innergetic            |
| 31-37   | CSC  | Team CSC                         |
| 41-48   | EUS  | Euskaltel-Euskadi                |
| 51-58   | IBA  | Illes Balears-Caisse d'Epargne   |
| 61-68   | LSW  | Liberty Seguros-Würth            |
| 71-78   | SDV  | Saunier Duval-Prodir             |
| 81-88   | BTL  | Bouygues Télécom                 |
| 91-98   | C.A  | Crédit Agricole                  |
| 101-108 | COF  | Cofidis, le Crédit par Téléphone |
| 111-118 | FDJ  | Française des Jeux               |

| N.      | Cod. | Squadra                    |
| ------- | ---- | -------------------------- |
| 121-128 | GST  | Gerolsteiner               |
| 131-138 | TMO  | T-Mobile Team              |
| 141-148 | SDM  | Domina Vacanze             |
| 151-158 | FAS  | Fassa Bortolo              |
| 161-168 | LAM  | Lampre-Caffita             |
| 171-178 | LIQ  | Liquigas-Bianchi           |
| 181-188 | RAB  | Rabobank                   |
| 191-198 | DSC  | Discovery Channel          |
| 201-208 | KAI  | Kaiku                      |
| 211-218 | ECV  | Comunidad Valenciana-Elche |
| 221-228 | REF  | Relax-Fuenlabrada          |

## Dettagli delle tappe

### 1ª tappa
- 16 maggio: Salou > Salou – Cronometro a squadre – 19,2 km

Risultati
| Pos. | Squadra                | Tempo  |
| ---- | ---------------------- | ------ |
| 1    | Phonak Hearing Systems | 21'43" |
| 2    | Discovery Channel      | a 7"   |
| 3    | T-Mobile Team          | a 15"  |

| Pos. | Corridore                | Squadra | Tempo  |
| ---- | ------------------------ | ------- | ------ |
| 1    | Miguel Martín Perdiguero | Phonak  | 21'43" |
| 2    | Robert Hunter            | Phonak  | s.t.   |
| 3    | Floyd Landis             | Phonak  | s.t.   |

### 2ª tappa
- 17 maggio: Cambrils > Cambrils - 186,8 km

Risultati
| Pos. | Corridore         | Squadra         | Tempo    |
| ---- | ----------------- | --------------- | -------- |
| 1    | Enrico Gasparotto | Liquigas        | 4h48'39" |
| 2    | Claudio Corioni   | Fassa Bortolo   | s.t.     |
| 3    | Thor Hushovd      | Crédit Agricole | s.t.     |

| Pos. | Corridore                | Squadra | Tempo    |
| ---- | ------------------------ | ------- | -------- |
| 1    | Miguel Martín Perdiguero | Phonak  | 5h10'22" |
| 2    | Nicolas Jalabert         | Phonak  | s.t.     |
| 3    | Robert Hunter            | Phonak  | s.t.     |

### 3ª tappa
- 18 maggio: Salou > La Granada - 157,8 km

Risultati
| Pos. | Corridore       | Squadra         | Tempo    |
| ---- | --------------- | --------------- | -------- |
| 1    | Pedro Horrillo  | Lampre          | 3h35'59" |
| 2    | Thor Hushovd    | Crédit Agricole | s.t.     |
| 3    | Claudio Corioni | Fassa Bortolo   | s.t.     |

| Pos. | Corridore                | Squadra | Tempo    |
| ---- | ------------------------ | ------- | -------- |
| 1    | Miguel Martín Perdiguero | Phonak  | 8h46'18" |
| 2    | Robert Hunter            | Phonak  | s.t.     |
| 3    | Nicolas Jalabert         | Phonak  | a 3"     |

### 4ª tappa
- 19 maggio: Perafort > Estació d'esquí de Pal-Arinsal (Andorra) – 237,7 km

Risultati
| Pos. | Corridore        | Squadra       | Tempo    |
| ---- | ---------------- | ------------- | -------- |
| 1    | Leonardo Piepoli | Saunier Duval | 6h22'09" |
| 2    | Jaroslav Popovyč | Discovery Ch. | s.t.     |
| 3    | Aitor Osa        | Illes Balears | s.t.     |

| Pos. | Corridore                | Squadra       | Tempo     |
| ---- | ------------------------ | ------------- | --------- |
| 1    | Jaroslav Popovyč         | Discovery Ch. | 15h08'31" |
| 2    | Aitor Osa                | Illes Balears | a 11"     |
| 3    | Miguel Martín Perdiguero | Phonak        | a 42"     |

### 5ª tappa
- 20 maggio: Sornas (Andorra) > Estació d'esquí d'Ordino-Arcalís (Andorra) – Cronometro individuale – 17,1 km

Risultati
| Pos. | Corridore        | Squadra       | Tempo  |
| ---- | ---------------- | ------------- | ------ |
| 1    | Íñigo Cuesta     | Saunier Duval | 37'18" |
| 2    | Leonardo Piepoli | Saunier Duval | a 16"  |
| 3    | David Moncoutié  | Cofidis       | a 45"  |

| Pos. | Corridore        | Squadra       | Tempo     |
| ---- | ---------------- | ------------- | --------- |
| 1    | Jaroslav Popovyč | Discovery Ch. | 15h46'40" |
| 2    | Leonardo Piepoli | Saunier Duval | a 20"     |
| 3    | David Moncoutié  | Cofidis       | a 59"     |

### 6ª tappa
- 21 maggio: Llívia > Pallejà – 198,7 km

Risultati
| Pos. | Corridore         | Squadra       | Tempo    |
| ---- | ----------------- | ------------- | -------- |
| 1    | Anthony Charteau  | Bouygues Tél. | 4h16'54" |
| 2    | Beat Zberg        | Gerolsteiner  | a 4"     |
| 3    | José Luis Arrieta | Illes Balears | s.t.     |

| Pos. | Corridore        | Squadra       | Tempo     |
| ---- | ---------------- | ------------- | --------- |
| 1    | Jaroslav Popovyč | Discovery Ch. | 20h03'59" |
| 2    | Leonardo Piepoli | Saunier Duval | a 20"     |
| 3    | David Moncoutié  | Cofidis       | a 59"     |

### 7ª tappa
- 22 maggio: Pallejà > Barcellona – 113,1 km

Risultati
| Pos. | Corridore                | Squadra         | Tempo    |
| ---- | ------------------------ | --------------- | -------- |
| 1    | Thor Hushovd             | Crédit Agricole | 2h32'57" |
| 2    | Fred Rodriguez           | Gerolsteiner    | s.t.     |
| 3    | Miguel Martín Perdiguero | Phonak          | s.t.     |

| Pos. | Corridore        | Squadra       | Tempo     |
| ---- | ---------------- | ------------- | --------- |
| 1    | Jaroslav Popovyč | Discovery Ch. | 22h36'56" |
| 2    | Leonardo Piepoli | Saunier Duval | a 20"     |
| 3    | David Moncoutié  | Cofidis       | a 59"     |

## Evoluzione delle classifiche
| Tappa              | Vincitore              | Classifica generale      | Classifica scalatori | Classifica sprint  | Classifica a punti | Classifica squadre     |
| ------------------ | ---------------------- | ------------------------ | -------------------- | ------------------ | ------------------ | ---------------------- |
| 1ª                 | Phonak Hearing Systems | Miguel Martín Perdiguero | non assegnata        | non assegnata      | non assegnata      | Phonak Hearing Systems |
| 2ª                 | Enrico Gasparotto      | Miguel Martín Perdiguero | Xavier Florencio     | José Antonio Lopez | Enrico Gasparotto  | Phonak Hearing Systems |
| 3ª                 | Pedro Horrillo         | Miguel Martín Perdiguero | Xavier Florencio     | José Antonio Lopez | Enrico Gasparotto  | Phonak Hearing Systems |
| 4ª                 | Leonardo Piepoli       | Jaroslav Popovyč         | Xavier Florencio     | José Antonio Lopez | Enrico Gasparotto  | Cofidis                |
| 5ª                 | Íñigo Cuesta           | Jaroslav Popovyč         | Leonardo Piepoli     | José Antonio Lopez | Leonardo Piepoli   | Cofidis                |
| 6ª                 | Anthony Charteau       | Jaroslav Popovyč         | Íñigo Cuesta         | Christophe Moreau  | Leonardo Piepoli   | Cofidis                |
| 7ª                 | Thor Hushovd           | Jaroslav Popovyč         | Íñigo Cuesta         | Eladio Jiménez     | Thor Hushovd       | Cofidis                |
| Classifiche finali | Classifiche finali     | Jaroslav Popovyč         | Íñigo Cuesta         | Eladio Jiménez     | Thor Hushovd       | Cofidis                |

## Classifiche finali

### Classifica generale
| Pos. | Corridore                | Squadra         | Tempo     |
| ---- | ------------------------ | --------------- | --------- |
| 1    | Jaroslav Popovyč         | Discovery Ch.   | 22h36'56" |
| 2    | Leonardo Piepoli         | Saunier Duval   | a 20"     |
| 3    | David Moncoutié          | Cofidis         | a 59"     |
| 4    | Michael Rogers           | Quick Step      | a 1'18"   |
| 5    | Aitor Osa                | Illes Balears   | a 1'23"   |
| 6    | Miguel Martín Perdiguero | Phonak          | a 2'01"   |
| 7    | Eladio Jiménez           | C. Valenciana   | a 2'09"   |
| 8    | Íñigo Cuesta             | Saunier Duval   | a 2'18"   |
| 9    | Christophe Moreau        | Crédit Agricole | a 2'20"   |
| 10   | Ezequiel Mosquera        | Kaiku           | a 2'25"   |

### Classifica a punti
| Pos. | Corridore         | Squadra         | Punti |
| ---- | ----------------- | --------------- | ----- |
| 1    | Thor Hushovd      | Crédit Agricole | 65    |
| 2    | Fred Rodriguez    | Davitamon       | 51    |
| 3    | Enrico Gasparotto | Liquigas        | 50    |
| 4    | Claudio Corioni   | Fassa Bortolo   | 48    |
| 5    | Leonardo Piepoli  | Saunier Duval   | 45    |

### Classifica scalatori
| Pos. | Corridore         | Squadra         | Punti |
| ---- | ----------------- | --------------- | ----- |
| 1    | Íñigo Cuesta      | Saunier Duval   | 46    |
| 2    | Leonardo Piepoli  | Saunier Duval   | 41    |
| 3    | Benoît Poilvet    | Crédit Agricole | 33    |
| 4    | Frédéric Bessy    | Cofidis         | 26    |
| 5    | Ezequiel Mosquera | Kaiku           | 26    |

### Classifica sprint
| Pos. | Corridore                | Squadra         | Punti |
| ---- | ------------------------ | --------------- | ----- |
| 1    | Eladio Jiménez           | C. Valenciana   | 9     |
| 2    | Christophe Moreau        | Crédit Agricole | 6     |
| 3    | Maryan Hary              | Bouygues Tél.   | 6     |
| 4    | Miguel Martín Perdiguero | Phonak          | 4     |
| 5    | Thor Hushovd             | Crédit Agricole | 3     |

### Classifica squadre
| Pos. | Squadra                        | Tempo     |
| ---- | ------------------------------ | --------- |
| 1    | Cofidis                        | 67h59'24" |
| 2    | Phonak Hearing Systems         | a 52"     |
| 3    | Illes Balears-Caisse d'Epargne | a 1'47"   |
| 4    | Crédit Agricole                | a 3'49"   |
| 5    | Bouygues Télécom               | a 4'40"   |

## Punteggi UCI
| Pos. | Corridore                | Squadra         | Punti |
| ---- | ------------------------ | --------------- | ----- |
| 1    | Jaroslav Popovyč         | Discovery Ch.   | 50    |
| 2    | Leonardo Piepoli         | Saunier Duval   | 41    |
| 3    | David Moncoutié          | Cofidis         | 35    |
| 4    | Michael Rogers           | Quick Step      | 30    |
| 5    | Aitor Osa                | Illes Balears   | 25    |
| 6    | Miguel Martín Perdiguero | Phonak          | 20    |
| 7    | Íñigo Cuesta             | Saunier Duval   | 11    |
| 8    | Christophe Moreau        | Crédit Agricole | 5     |
| 9    | Enrico Gasparotto        | Liquigas        | 1     |
| 10   | Pedro Horrillo           | Lampre          | 1     |
| 11   | Anthony Charteau         | Bouygues Tél.   | 1     |
| 12   | Thor Hushovd             | Crédit Agricole | 1     |

| Pos. | Squadra                          | Punti |
| ---- | -------------------------------- | ----- |
| 1    | Cofidis, le Crédit par Téléphone | 20    |
| 2    | Phonak Hearing Systems           | 19    |
| 3    | Illes Balears-Caisse d'Epargne   | 18    |
| 4    | Crédit Agricole                  | 17    |
| 5    | Bouygues Télécom                 | 16    |
| 6    | T-Mobile Team                    | 15    |
| 7    | Saunier Duval-Prodir             | 14    |
| 8    | Liberty Seguros-Würth            | 13    |
| 9    | Rabobank                         | 12    |
| 10   | Discovery Channel                | 11    |
| 11   | Fassa Bortolo                    | 9     |
| 12   | Davitamon-Lotto                  | 6     |
| 13   | Euskaltel-Euskadi                | 5     |
| 14   | Gerolsteiner                     | 4     |
| 15   | Lampre-Caffita                   | 3     |
| 16   | La Française des Jeux            | 2     |
| 17   | Quick Step                       | 1     |